# Toyota 89C-V
Chronologie des modèles
Toyota 88C Toyota 90C-V
La Toyota 89C-V est une voiture de course construite par Toyota destinée à participer au championnat du monde des voitures de sport, aux 24 Heures du Mans ainsi qu'au championnat du Japon de sport-prototypes. Le châssis est conçu par Dome (entreprise)

## Résultats sportifs
| Course                              | Date         | no | Écurie             | Pilotes                              | Châssis                   | Classement |
| Course                              | Date         | no | Écurie             | Pilotes                              | Moteur                    | Classement |
| ----------------------------------- | ------------ | -- | ------------------ | ------------------------------------ | ------------------------- | ---------- |
| WSPC Suzuka (480 km)                | 9 avril      | 36 | / Toyota TeamTOM'S | Hitoshi Ogawa Paolo Barilla          | 89CV-003                  | 6e         |
| WSPC Suzuka (480 km)                | 9 avril      | 36 | / Toyota TeamTOM'S | Hitoshi Ogawa Paolo Barilla          | Toyota R32V 3.2L Turbo V8 | 6e         |
| WSPC Suzuka (480 km)                | 9 avril      | 37 | / Toyota TeamTOM'S | Geoff Lees Johnny Dumfries           | 89CV-003                  | 20e        |
| WSPC Suzuka (480 km)                | 9 avril      | 37 | / Toyota TeamTOM'S | Geoff Lees Johnny Dumfries           | Toyota R32V 3.2L Turbo V8 | 20e        |
| WSPC Suzuka (480 km)                | 9 avril      | 50 | / Toyota TeamTOM'S | Roland Ratzenberger Keiichi Suzuki   | 89CV-003                  | 24e        |
| WSPC Suzuka (480 km)                | 9 avril      | 50 | / Toyota TeamTOM'S | Roland Ratzenberger Keiichi Suzuki   | Toyota R32V 3.2L Turbo V8 | 24e        |
| Tropheo Repsol (480 km)             | 25 juin      | 37 | / Toyota TeamTOM'S | Geoff Lees Johnny Dumfries           | 89CV-008                  | 10e        |
| Tropheo Repsol (480 km)             | 25 juin      | 37 | / Toyota TeamTOM'S | Geoff Lees Johnny Dumfries           | Toyota R32V 3.2L Turbo V8 | 10e        |
| Brands Hatch Trophy (480 km)        | 23 juillet   | 37 | / Toyota TeamTOM'S | Geoff Lees John Marshall Watson      | 89CV-008                  | Abandon    |
| Brands Hatch Trophy (480 km)        | 23 juillet   | 37 | / Toyota TeamTOM'S | Geoff Lees John Marshall Watson      | Toyota R32V 3.2L Turbo V8 | Abandon    |
| International ADAC Trophäe (480 km) | 20 août      | 37 | / Toyota TeamTOM'S | Geoff Lees Johnny Dumfries           | 89CV-008                  | 7e         |
| International ADAC Trophäe (480 km) | 20 août      | 37 | / Toyota TeamTOM'S | Geoff Lees Johnny Dumfries           | Toyota R32V 3.2L Turbo V8 | 7e         |
| Wheatcroft Gold Cup (480 km)        | 3 septembre  | 37 | / Toyota TeamTOM'S | Geoff Lees John Marshall Watson      | 89CV-008                  | 10e        |
| Wheatcroft Gold Cup (480 km)        | 3 septembre  | 37 | / Toyota TeamTOM'S | Geoff Lees John Marshall Watson      | Toyota R32V 3.2L Turbo V8 | 10e        |
| 480 km de Spa                       | 17 septembre | 37 | / Toyota TeamTOM'S | Geoff Lees Johnny Dumfries           | 89CV-007                  | 8e         |
| 480 km de Spa                       | 17 septembre | 37 | / Toyota TeamTOM'S | Geoff Lees Johnny Dumfries           | Toyota R32V 3.2L Turbo V8 | 8e         |
| Trofeo Hermanos Rodríguez (480 km)  | 29 octobre   | 37 | / Toyota TeamTOM'S | John Marshall Watson Johnny Dumfries | 89CV-007                  | 8e         |
| Trofeo Hermanos Rodríguez (480 km)  | 29 octobre   | 37 | / Toyota TeamTOM'S | John Marshall Watson Johnny Dumfries | Toyota R32V 3.2L Turbo V8 | 8e         |

| Course            | Date          | no | Écurie             | Pilotes                                         | Châssis                   | Classement |
| Course            | Date          | no | Écurie             | Pilotes                                         | Moteur                    | Classement |
| ----------------- | ------------- | -- | ------------------ | ----------------------------------------------- | ------------------------- | ---------- |
| 24 Heures du Mans | 10 au 11 juin | 36 | / Toyota TeamTOM'S | Hitoshi Ogawa Paolo Barilla Ross Cheever        | 89CV-007                  | Abandon    |
| 24 Heures du Mans | 10 au 11 juin | 36 | / Toyota TeamTOM'S | Hitoshi Ogawa Paolo Barilla Ross Cheever        | Toyota R32V 3.2L Turbo V8 | Abandon    |
| 24 Heures du Mans | 10 au 11 juin | 37 | / Toyota TeamTOM'S | Geoff Lees Johnny Dumfries John Marshall Watson | 89CV-008                  | Abandon    |
| 24 Heures du Mans | 10 au 11 juin | 37 | / Toyota TeamTOM'S | Geoff Lees Johnny Dumfries John Marshall Watson | Toyota R32V 3.2L Turbo V8 | Abandon    |